# Jan z Jesenice
Jan z Jesenice (Johann von Gaßnitz, ? – zm. 1420) – czeski prawnik i kaznodzieja.
W 1397 został bakałarzem nauk wyzwolonych, a w 1408 magistrem. Bakałarzem praw został w 1407.
Był przyjacielem i obrońcą Jana Husa. W 1409 starał się (razem z Janem Husem i 
Krystianem z Prachatic) o uwolnienie Stefana z Palcze i Stanisława ze Znojma.
Bronił dekretu kutnohorskiego. W 1410 studiował prawo w Bolonii i reprezentował Husa przez sądem papieskim. Jednak w trakcie sądu zakazano mu reprezentowania Husa, w 1411 otrzymał zakaz opuszczania Rzymu, a w 1412 został uwięziony. 
Uciekł z więzienia do Bolonii, gdzie go pojmano, ale dzięki przyjaźni z uniwersytetem uwolniono. W tym czasie uzyskał doktorat. Po rzuceniu klątwy 29 lipca udał się do Czech, gdzie zaczął wykazywać nieważność klątwy nałożonej na Jana Husa. W 1413 reprezentował Husa na synodzie i przed komisją zwołaną przez króla Wacława IV.
Radził Husowi udać się na sobór powszechny, gdyż jedynie tak może bronić swe poglądy, a kiedy Husa uwięziono chciał go reprezentować. W październiku 1415 rzucono klątwę a Pragę obłożono interdyktem. W tym czasie nie miało to niemal żadnego znaczenia ani dla Pragi, ani dla Jana z Jesenice. Król Wacław IV dążył do zniesienia interdyktu. Chociaż Jan z Jesenice wyjechał z Pragi, to stale do niej wracał i jeszcze w 1419 żądano jego wyjazdu (26 lutego interdykt zniesiono).
Po podziale husytów opowiedział się przeciw taborytom. Zmarł w więzieniu
Oldrzycha II z Rożmberka.